# Lanfranco Malaguti
Lanfranco Malaguti (Roma, 20 marzo 1949 – Viterbo, 9 dicembre 2019) è stato un chitarrista italiano.

## Biografia
Lanfranco Malaguti fu uno dei più quotati chitarristi jazz italiani.
Originario di Roma, dove si laureò alla Sapienza e crebbe anche artisticamente, visse poi a Fontanelle, in provincia di Treviso, dal 1978 al 2011, dove alla sua attività di insegnante di matematica affiancò  quella di musicista jazz; qui entrò nel giro dei musicisti che facevano capo a Bruno Cesselli, nel centro pordenonese di Azzano Decimo. Con lui e altri formò un quintetto e incise il primo disco, di inediti, nel 1984.
Negli anni immediatamente successivi, partecipò a numerose trasmissioni radiofoniche e televisive in Italia, Brasile e Slovenia. Compose alcune sigle televisive per la RAI. Partecipò a numerose rassegne e festival jazz e in particolare, con Pavan e Sferra nel 1989, al "Festival Internazionale" al teatro Ciak di Milano; con Pietropaoli e Sferra, nel 1989 (come unico gruppo jazz italiano), suonò al "XXI Festival Internazionale" di La Spezia; nel 1991, sempre con questo ultimo trio, alla "Rassegna internazionale" al teatro Orfeo di Milano.
Nel 1989, con Enzo Pietropaoli e Fabrizio Sferra, diede alle stampe Something, il suo disco più noto, contenente esclusivamente cover dei Beatles. La scelta di incidere non gli standard della musica jazz, ma brani provenienti dalla musica pop, all'epoca era decisamente inconsueta.
Sempre nel 1989 vinse il premio "Top Jazz" come miglior nuovo talento; nel 2011 ottenne il primo posto nella categoria chitarristi.
Del 1991 è Azzurro raccolta di brani di Celentano, Modugno, Morricone, Trovajoli, Conte, Tenco, Endrigo, e Gino Paoli.
Del 2000 è invece Parole, parole..., dove si misura con pezzi, tra gli altri, di: Mina, Pino Daniele, Fabio Concato, Zucchero. Il cd è stato segnalato da alcuni critici della rivista statunitense Cadence, come secondo album nella classifica dei migliori dischi jazz dell'anno.
Dal 2000 ad oggi lavorò incessantemente ricercando ed elaborando una serie notevole di composizioni originali, caratterizzate da una costante ricerca in campo melodico, armonico e ritmico. Alla luce di questa ultradecennale ricerca, nel CD Why Not?, ultimo in ordine di tempo, questo lungo studio sfociò nella rilettura di notissimi standard allo scopo di ri-misurarsi con essi. Questo suo lavoro gli permise di ottenere costanti riconoscimenti nelle varie classifiche stilate da alcune delle riviste musicali italiane più note.
Innumerevoli le sue collaborazioni con jazzisti italiani e internazionali, tra i quali Bruno Cesselli, Andrea Michelutti, Maurizio Caldura, Ares Tavolazzi, Federico Malaman, l'ex Quintorigo John De Leo, Renato Geremia, Mauro Periotto, Tony Rusconi, Enzo Pietropaoli, Alessandro Turchet, Stefano D'Anna, Fabrizio Sferra, Roberto Gatto, Sergio Fanni, Franco Cerri, Piero Leveratto, Paolo Ghetti, Umberto Petrin, Marcello Tonolo, Giko Pavan, Massimo Chiarella, Enzo Carpentieri, David Boato, Dario Volpi, Renzo De Rossi, Massimo De Mattia, Nicola Fazzini, Luca Colussi, Romano Todesco, Massimo Zemolin, Laura Scomparcini, Gigi Rossi, Lee Konitz, Bill Smith e Marc Abrams.
Il 9 dicembre 2016 il Comune di Fontanelle gli conferì la cittadinanza onoraria.
Malaguti è morto il 9 dicembre 2019 cadendo da una finestra del quarto piano dell'ospedale Belcolle di Viterbo, dove si era recato a visitare il figlio ricoverato. Non è chiaro se si sia trattato di disgrazia o di suicidio.

## Discografia
- 1984 - Orsa Minore (Lanfranco Malaguti quintet, con Bruno Cesselli, Andrea Michelutti, Mario Cogno, Maurizio Caldura) - Fonit Cetra
- 1986 - Tip Of The Hat (Lanfranco Malaguti sextet, Sergio Fanni, Maurizio Caldura, Bruno Cesselli, Gigi Rossi, Andrea Michelutti) - Splasc(H) Records LPH 0116.1
- 1987 - Sound Investigations (con Enzo Pietropaoli e Fabrizio Sferra) - Splasc(H) Records LPH 0143.1
- 1989 - Synthetismos (con Enzo Pietropaoli e Fabrizio Sferra) - Splasc(H) Records LPH 0179.1
- 1989 - Something (con Enzo Pietropaoli e Fabrizio Sferra)[4] - Nueva
- 1991 - Azzurro (con Enzo Pietropaoli e Fabrizio Sferra) - United Project
- 1992 - Campogrande (con Enzo Pietropaoli, Fabrizio Sferra, Stefano D'Anna) - Sentemo
- 1993 - Inside Meaning (con Enzo Pietropaoli, Stefano D'Anna) - Splasc(H) Records CDH 403.2
- 1994 - Percorsi - Live in Pirano, Slovenia (con Umberto Petrin) - Splasc(H) Records CDH 419.2
- 1995 - New Land (con Dario Volpi) - Splasc(H) Records CDH 443.2
- 1997 - Aforismi - Solo Guitar Performance - Splasc(H) Records CDH 606.2
- 2000 - Parole, parole... (con Stefano D'Anna, Enzo Pietropaoli e Roberto Gatto) - Splasc(H) Records CDH 706.2
- 2002 - The Revival of West Coast Jazz (con Piero Leveratto, Gianmarco Lanza) - Splasc(H) Records CD H 762.2
- 2003 - Trio Live (con Piero Leveratto, Gianmarco Lanza) - Splasc(H) Records CD H 529.2
- 2004 - White Christmas - Solo Guitar Performance - Splasc(H) Records CD H 936.2
- 2004 - Bill Smith meets Gianmarco Lanza featuring Lanfranco Malaguti and Paolo Ghetti
- 2005 - Concert for Mirella (con Bill Smith, Piero Leveratto e Gianmarco Lanza)
- 2006 - Standard Obsession - Solo Guitar Performance - Splasc(H) Records CD H 981.2
- 2007 - A gola spiegata - Solo Guitar Performance  - Splasc(H) Records CDH 999.2
- 2008 - All The Days Of April (Trio con Salvatore Maiore, Roberto Dani) - Splasc(H) Records CDH 1524.2
- 2009 - Double Face (Quartetto con Renzo De Rossi, Federico Malaman, Luca Colussi) - Splasc(H) Records CDH 1542.2
- 2010 - Corde e Vocali (Trio con Massimo Zemolin, Maria Laura Scomparcini) - Splasc(H) Records CDH 1534.2
- 2010 - Visionary (Quartetto con Renzo De Rossi, Alessandro Turchet, Luca Colussi) - Splasc(H) Records CDH 1548.2
- 2011 - Panorami (Quartetto con Massimo De Mattia, Nicola Fazzini, Luca Colussi) - Splasc(h) Records CDH 1555.2
- 2012 - Galaxies (Quartetto con Massimo De Mattia, Nicola Fazzini, Luca Colussi) - Splasc(h) Records CDH 1557.2
- 2013 - Chrysalis (Quartetto con Massimo De Mattia, Nicola Fazzini, Luca Colussi) - Splasc(h) Records CDH 1559.2
- 2014 - Papillon (Quartetto con Massimo De Mattia, Nicola Fazzini, Luca Colussi) - Splasc(h) Records CDH 1564.2
- 2015 - Oltre il Confine (Quartetto con Romano Todesco, Nicola Fazzini, Luca Colussi) - Splasc(h) Records CDH(CS) 2540.2
- 2016 - Why Not? (Quartetto con Romano Todesco, Nicola Fazzini, Luca Colussi) - Splasc(h) Records CDH(CS) 2541.2